# أسامة رشيد
أسامة رشيد لاعب كرة قدم عراقي. ولد في 13 يناير 1992 في مدينة كركوك في العراق. يلعب في مركز الوسط مع نادي سانتا كلارا البرتغالي في الدوري البرتغالي الممتاز ومع المنتخب العراقي.

## مسيرته الدولية
انظم أسامة رشيد إلى المنتخب العراقي عندما كان المدرب البرازيلي زيكو يدرب المنتخب. ولعب أول مباراة له أمام البرازيل والتي انتهت بخسارة 6–0 . وتم استدعاه للمشاركة في كأس آسيا 2015 في استراليا حيث احتل العراق المركز الرابعة.

## إحصائيات
آخر تحديث  15 كانون الثاني 2024.

### الاهداف الدولية مع المنتخب
| #  | التاريخ              | المكان                  | الخصم     | عدد الاهدف | النتيجة | المناسبة          |
| -- | -------------------- | ----------------------- | --------- | ---------- | ------- | ----------------- |
| 1. | 16 تشرين الثاني 2023 | ملعب جذع النخلة، العراق | إندونيسيا | 3–1        | 5–1     | تصفيات كاس العالم |
| 2. | 15 كانون الثاني 2024 | ملعب أحمد بن علي، قطر   | إندونيسيا | 2–1        | 3–1     | كأس آسيا 2023     |

## الجوائز والإنجازات

### الجماعية
العراق
- كأس ملك تايلاند (1): 2023

## روابط خارجية
- أسامة رشيد على موقع اتحاد تركيا (لاعب) (الإنجليزية)
- أسامة رشيد على موقع إي إس بي إن إف سي (الإنجليزية)
- أسامة رشيد على موقع قاعدة بيانات كرة القدم.إي يو (الإنجليزية)
- أسامة رشيد على موقع ناشيونال فوتبول تيمز (الإنجليزية)
- أسامة رشيد على موقع Soccerway.com (الإنجليزية)
- أسامة رشيد على موقع عالم كرة القدم.نت (الإنجليزية)